# Alain Distinguin
Pour les articles homonymes, voir Distinguin.
Alain Distinguin, né le 18 octobre 1929 à Ancy-sur-Moselle et mort le 28 avril 2018 à Bordeaux, est un nageur français.
Évoluant au Stade français, au Cercle des nageurs de Marseille et aux Girondins de Bordeaux Natation, il est champion de France du 200 mètres brasse en 1957 et en 1958. Il a ensuite été président de l'Entente Nautique de Caen de 1976 à 1980.